# Lisabonská akademie věd
Lisabonská akademie věd (portugalsky: Academia das Ciências de Lisboa) je portugalská vědecká instituce, jejíž působnost je navzdory tradičnímu názvu celostátní. Patří k nejvýznamnějším vědeckým autoritám v zemi a mimo jiné reguluje vývoj spisovné portugalštiny. Akademie byla založena 24. prosince 1779 v Lisabonu šlechticem João Carlosem de Bragança e Ligne, který se stal zároveň prvním prezidentem. V roce 1783 akademie získala královský patronát, díky královně Marii I. Portugalské. Akademie má dvě sekce, vědeckou a humanitní. Vždy má 30 stálých členů a 60 korespondentů, navíc množství zahraničních členů.